# Dance with You (Nachna Tere Naal)
Dance with You (Nachna Tere Naal) é o primeiro single oficial no Reino Unido do cantor Jay Sean, colaboração com Rishi Rich Project e Juggy D, para o álbum de estreia, Me Against Myself. Foi produzida por Rishi Rich Project. Entrou como melhor posição a décima segunda na UK Singles Chart.

## Faixas e formatos
CD: 1
1. Dance With You (Versão origina)
2. Dance With You (Verssão Dancehall)